# Antenor Gargalhada
Antenor Santíssimo de Araújo, connu sous le nom d'Antenor Gargalhada , né en 1909 à Rio de Janeiro et mort en 1941 dans la même ville, est un compositeur de musique. Il est l'un des principaux auteurs de samba dans les années 1930 et l'un des fondateurs de l'école de samba Azul e Branco, l'embryon de l'actuelle Acadêmicos do Salgueiro.

## Biographie
Antenor Santíssimo de Araújo naît en 1909 à Rio de Janeiro.
Il est considéré comme l'un des compositeurs émergeant au début des écoles de samba de Rio de Janeiro. Antenor fonde Azul e Branco do Salgueiro à la suite d'une dissidence d'un bloco appelé Terreiro Grande.
En tant que membre d'Azul e Branco, il est compositeur et directeur d'harmonie. Il est élu Cidadão Samba en 1938,, un important concours organisé par la presse de Rio.
En tant que compositeur, la chanson Eu Agora Fica Mal, en partenariat avec Noel Rosa, de 1931, se démarque,. Il compose également Asas do Brasil pour Azul e Branco lors du carnaval de 1938, l'une des premières sambas-enredo. Le thème rend hommage à l'aviateur Santos Dumont.
Il est l'auteur de chansons telles que Amanhecer et O Morro é Completo. Il écrit également Arrependimento, qui est achevé à titre posthume par João Melo.
Il meurt en 1941, à l'âge de 32 ans, des suites de la tuberculose.
En 1945, Violeta Cavalcanti enregistre la samba Check à Granel, un partenariat entre Antenor Gargalhada et Ernani Alvarenga et Paquito.
En 1974, Geraldo Babão lui rend hommage avec la chanson Homenagem a Antenor Gargalhada,. En 1978, la série d'albums série História das escolas de samba, de Rio Gráfica Editora, comprend les chansons Nega, o que queres de mim, Amanhecer, O morro é completo et Arrependimento  interprétées par le Coral Samba Livre.